# Joaquim Lobo da Silveira

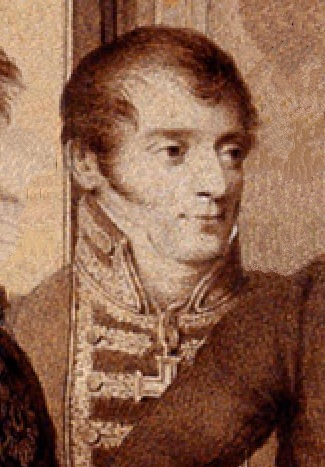
Lobo da Silveira en 1814.

Joaquim Lobo da Silveira, 7° Conde de Oriola (Graf von Oriola en idioma alemán) (1772–1846) fue un plenipotenciario portugués en el Congreso de Viena en 1815. Firmó varios tratados y documentos en nombre del príncipe regente Juan VI de Portugal, incluyendo la Declaración de las Potencias, sobre la abolición de la trata de esclavos, el 8 de febrero de 1815.
Más tarde adquirió tierras en Prusia y se estableció allí al convertirse en ciudadano naturalizado de Prusia. El rey prusiano le concedió el título de Graf (el equivalente alemán a su título de conde portugués), siendo mantenido por su descendencia.